# Tettigidea
Tettigidea is een geslacht van rechtvleugeligen uit de familie doornsprinkhanen (Tetrigidae). De wetenschappelijke naam van dit geslacht is voor het eerst geldig gepubliceerd in 1862 door Scudder.

## Soorten
Het geslacht Tettigidea omvat de volgende soorten:
- Tettigidea acuta Morse, 1895
- Tettigidea angustihumeralis Podgornaya, 1999
- Tettigidea annulipes Bruner, 1910
- Tettigidea arcuata Bruner, 1910
- Tettigidea armata Morse, 1895
- Tettigidea australis Hancock, 1900
- Tettigidea bruneri Morse, 1900
- Tettigidea chapadensis Bruner, 1910
- Tettigidea chichimeca Saussure, 1861
- Tettigidea corrugata Bruner, 1910
- Tettigidea costalis Bruner, 1910
- Tettigidea cuspidata Scudder, 1875
- Tettigidea empedonepia Hubbell, 1937
- Tettigidea glabrata Bruner, 1922
- Tettigidea granulosa Bruner, 1913
- Tettigidea guatemalteca Bolívar, 1887
- Tettigidea hancocki Bruner, 1910
- Tettigidea imperfecta Bruner, 1906
- Tettigidea intermedia Bruner, 1910
- Tettigidea lateralis Say, 1824
- Tettigidea mexicana Hancock, 1915
- Tettigidea multicostata Bolívar, 1887
- Tettigidea neoaustralis Otte, 1997
- Tettigidea nicaraguae Bruner, 1895
- Tettigidea nigra Morse, 1900
- Tettigidea paratecta Rehn, 1913
- Tettigidea plagiata Morse, 1900
- Tettigidea planovertex Hancock, 1913
- Tettigidea planus Hancock, 1907
- Tettigidea prorsa Scudder, 1877
- Tettigidea pulchella Rehn, 1904
- Tettigidea scudderi Bolívar, 1887
- Tettigidea spicatoides Hebard, 1932
- Tettigidea steinbachi Bruner, 1922
- Tettigidea subaptera Bruner, 1910
- Tettigidea tecta Morse, 1900
- Tettigidea trinitatis Bruner, 1906